# Rhaphuma connexa
Rhaphuma connexa là một loài bọ cánh cứng trong họ Cerambycidae.